# Salvador T. Modesto
Salvador Trane Modesto (* 10. März 1930 in Carigara; † 11. Oktober 2015 in San Carlos City) war ein römisch-katholischer Geistlicher und Weihbischof in San Carlos. 

## Leben
Salvador T. Modesto empfing am 23. März 1958 die Priesterweihe.
Papst Johannes Paul II. ernannte ihn am 28. Dezember 1978 zum Titularbischof von Margum und zum Weihbischof in Dumaguete. Der Erzbischof von Cebu, Julio Kardinal Rosales y Ras, spendete ihm am 3. Mai des nächsten Jahres die Bischofsweihe; Mitkonsekratoren waren Vicente Ataviado y Tumalad, Bischof von Maasin, und Cipriano Urgel y Villahermosa, Bischof von Palo. 
Am 30. März 1987 wurde er zum Weihbischof in San Carlos ernannt. Am 25. Juli 2005 nahm Papst Benedikt XVI. seinen altersbedingten Rücktritt an.